# Joseph Murphy (autore)
Joseph Murphy (Irlanda, 20 maggio 1898 – Laguna Hills, 16 dicembre 1981) è stato un religioso irlandese naturalizzato statunitense.

## Biografia
Nella metà degli anni quaranta si trasferì a Los Angeles, qui incontrò il fondatore della Scienza Religiosa Ernest Holmes e nel 1946 fu ordinato da quest'ultimo; da qui cominciò ad insegnare prima a Rochester e più tardi all'istituto di Scienze Religiose a Los Angeles.
Un incontro con il presidente dell'associazione delle Scienze Divine, Erwin Gregg, lo spinse a rientrare nella Chiesa di Scienza Divina per diventare poi Ministro del “Los Angeles Divine Science Church” nel 1949, portandola ad essere una delle più grandi congregazioni del paese. Successivamente si sposò e prese un dottorato in Psicologia alla “University of Southern California” e divenne scrittore. Dopo la scomparsa di sua moglie, avvenuta nel 1976, Murphy si sposò nuovamente, questa volta con una sostenitrice e segretaria di lunga data del suo ministero. Successivamente si trasferì a Laguna Hills, dove morì nel 1981. Sua moglie, la dottoressa Jean Murphy, portò avanti il suo ministero per molti anni.

## Opere
- Special Meditations for Health, Wealth, Love, and Expression (1952)
- The Miracles of Your Mind (1953)
- Peace within Yourself (1956)
- Prayer Is the Answer (1956)
- How to Use Your Healing Power (1957)
- Quiet Moments with God (1958)
- Pray Your Way through It (1958)
- Living without Strain (1959)
- Joseph Murphy, The Power of Your Subconscious Mind, Prentice Hall, 1963, ISBN 0-13-685958-5.
- The Miracle of Mind Dynamics (1964)
- The Amazing Laws of Cosmic Mind Power (1965)
- Your Infinite Power to Be Rich (1966)
- The Cosmic Power Within You (1968)
- Infinite Power for Richer Living (1969)
- Secrets of the I Ching (1970)
- Psychic Perception: The Magic of Extrasensory Perception (1971)
- Miracle Power for Infinite Riches (1972)
- Telepsychics:The Magic Power of Perfect Living (1973)
- The Cosmic Energizer: Miracle Power of the Universe (1974)
- Great Bible Truths for Human Problems (1976)
- Within You Is the Power (1977)
- Songs of God (1979)
- How to Use the Laws of Mind (1980)
- These Truths Can Change Your Life (1982)
- Collected essays of Joseph Murphy (1987)